# Røde Wien
Røde Wien bruges som betegnelse for perioden fra 1918 til 1934 i Wien, hvor  socialdemokraterne, SPÖ, havde absolut flertal i bystyret.

## Samfundsbetingelser
Efter 1. verdenskrig og Donaumonarkiets sammenbrud, blev Østrig udnævnt til republik. Ved det første demokratiske valg den 4. maj 1919 vandt socialdemokraterne flertallet i Wien. Selvom de folkevalgte havde frie tøjler, stod de over for en svær opgave. Flygtningsstrømme fra det russisk besatte Galicien og andre områder, der tidligere havde hørt under Østrig-Ungarn samt løsladte soldater fik Wiens befolkning til at svulme op til mere end 2 millioner mennesker. Den krigbetingede inflation og valutareformen, hvor man gik fra den østrig-ungarske krone til Schilling belastede specielt lønmodtagerne.
I de overfyldte lejeboliger og interimistiske boliger med dårlige sanitetsforhold steg antallet af sygdomme som f.eks. tuberkulose, spansk syge og syfilis. Oveni den ekstreme bolignød kom høje arbejdsløshedstal.

## Udskillelse af Wien
Det socialdemokratisk dominerede kommuneråd forsøgte bl.a. at afhjælpe problemerne ved organisatorisk at adskille Wien fra det omgivende land. Gennem adskillelsen fra Niederösterreich 1921/1922 blev Wien en selvstændig delstat. Adskillelsen gjorde, at der kunne føres en særskilt politik i Wien.

## Finanspolitik
Socialdemokraterne indførte en ny skattelov. Indirekte skat blev ændret til direkte, og den indkomstafhængige skat blev ændret drastisk. På store privatbiler, hotelværelser og andre luksusgoder indførtes en luksusskat. Den nye bebyggelsesskat var ligeledes progressivt opbygget. Med disse massetiltag blev lavindkomsterne aflastede og højindkomsterne belastede. Trods alle ulykkesprofetier og økonomiske kriser kunne Wien procentuelt sænke arbejdsløsheden sammenlignet med resten af Østrig.